# Sitona macularius
Sitona macularius es una especie de escarabajo del género Sitona, familia Curculionidae. Fue descrita científicamente por Thomas Marsham en 1802.
Se distribuye por Europa. Habita en Polonia, Estonia, Francia, Alemania, Reino Unido, Países Bajos, Austria, Eslovaquia, España, Ucrania, Hungría, Samoa, Rusia, Bielorrusia, Marruecos, Turquía, Bélgica, Bulgaria, Finlandia, Grecia, Luxemburgo, Afganistán, Bosnia y Herzegovina, Suiza, Dinamarca, Israel, Italia, Kirguistán, Portugal, Rumania, Serbia, Suecia, Eslovenia y Turkmenistán.
Mide 3-4,5 milímetros de longitud. Se encuentra en varios géneros y especies de plantas como Trifolium, Vicia, Phaseolus vulgaris, entre otras.